# Lazar Steinmetz
Lazar Majrovič Steinmetz, amtlich zuletzt Lazar Shtaynmets (* 6. Mai 1920 in Czernowitz, Königreich Rumänien; † 19. September 2013 in Boston), war ein aus der Bukowina stammender und in Moskau tätiger Übersetzer und deutschsprachiger Schriftsteller. Seine Übersetzungen in die deutsche Sprache erschienen zumeist unter der Namensangabe L. Steinmetz (im Russischen Л. Штайнмец).

## Leben
Steinmetz wurde 1920 im damals rumänischen Czernowitz geboren. Er floh 1941 in den Osten der Sowjetunion. In Moskau wirkte er dann – vor allem für den Progress-Verlag – als Übersetzer zeitgenössischer russischsprachiger Texte. Bekannt wurde er insbesondere für seine Übersetzungen der besonders in der DDR sehr populären Kinderbücher Alexander Melentjewitsch Wolkows, also des Zauberers der Smaragdenstadt und seiner fünf Fortsetzungsbände, die in zahlreichen Auflagen erschienen. Dabei gelang es Steinmetz, den „heute etwas altbacken klingenden Erzählton Wolkows“ zu bewahren. Die Bücher wurden in der DDR und in den anderen deutschsprachigen Staaten vertrieben. In nach 1990 vom Leipziger Kinderbuchverlag herausgegebenen Ausgaben wird der Vorname Steinmetz’ fehlerhaft mit Leonid angegeben. Ab 2005 erschienen die Bände in textlich veränderten und gekürzten Fassungen.
Im Jahr 2000 erschien im Leipziger Kinderbuchverlag ein Kinderbuch von Steinmetz, das an die Geschichten Wolkows anknüpft.
Seit 1985 lebte Steinmetz in Boston. Er wurde auf dem jüdischen Friedhof „Independent Pride of Boston“ beigesetzt.

## Privates
Steinmetz war mit Tamara Shtaynmets verheiratet. Die russisch-amerikanische Schriftstellerin Irina Muravyova (* 1952) ist seine Tochter.

## Werke (Auswahl)

### Als Autor
- Die abenteuerliche Geschichte vom bösen Magier Astrozor und dem tapferen Löwen Löwenbrüll.  Leipziger Kinderbuchverlag, Leipzig 2000, ISBN 978-3-89603-060-3.

### Als Übersetzer aus dem Russischen
- Alexander Wolkow: Der Zauberer der Smaragdenstadt. Verlag für fremdsprachige Literatur, Moskau 1964 (zugleich Brücken-Verlag Düsseldorf, 1964; 6. Auflage auch Verlag der Bücher, Bayreuth 1982).
- Alexander Wolkow: Der schlaue Urfin und seine Holzsoldaten. Progress-Verlag, Moskau 1967 (5. Auflage auch Bücher-GmbH, Bayreuth 1982).
- Alexander Wolkow: Die sieben unterirdischen Könige. Progress-Verlag, Moskau 1970 (4. Auflage auch Bücher-GmbH, Bayreuth 1982, und Globus-Verlag, Wien 1982).
- Alexander Wolkow: Der Feuergott der Marranen. Progress-Verlag, Moskau 1974 (auch Gondrom-Verlag, Bayreuth 1978).
- Alexander Wolkow: Der gelbe Nebel. Progress-Verlag, Moskau 1979 (auch Verlag der Bücher, Bayreuth 1979).
- Alexander Wolkow: Das Geheimnis des verlassenen Schlosses. In: Sowjetliteratur, Hefte 8/1983, 3/1984, 7/1984 und 9/1984.